# 麥西亞王國
麦西亚王國是中世紀英格蘭七国時代的王國之一。这个名字源於西撒克逊方言，意為「邊境民」。麦西亚王國稱霸英格兰地區約三个世纪，随后逐渐衰落，而七國之一的威塞克斯王國最终統一了所有王国，并建立英格兰王国。
麥西亞王国以特伦特河谷及其支流为中心，位于现代英国中部的地区。國都隨宮廷在王國內移轉，无固定都城。早期，雷普頓是重要的王室庄园的所在地。根据盎格鲁-撒克逊编年史，異教徒大軍在873-874年於雷普顿推翻了麦西亚国王。在那之前的奥法王則偏爱塔姆沃思。他在那里加冕并度过许多圣诞节。
公元600年–900年間，麥西亞王國併吞或支配七王國中的另外六王國（東盎格利亞，埃塞克斯，肯特，萨塞克斯和威塞克斯），麦西亚王國獨霸英格兰亨伯河以南的土地，史稱「麥西亞霸權」。奥法王统治的時代被稱為「麦西亚的黄金时代」，他建造的奧法堤劃定了麦西亚王國和威尔士王国之间的边界。史家尼古拉斯·布鲁克斯指出：「直到9世纪后期，麦西亚人是迄今为止各种早期盎格鲁撒克逊民族中最成功的民族。」一些历史学家，例如弗兰克·斯坦顿爵士相信麥西亞王國统一英格兰地區亨伯河口以南的土地的是在奥法王统治期间实现的。
麦西亚是一个异教王国，皮達王在656年左右皈依了基督教，基督教在7世纪后期稳固地在王國發展。麦西亚教区成立于656年，第一任主教迪馬就以雷普顿為中心。669年，在雷普顿工作13年后，第五任主教圣乍得将主教区迁至利奇菲尔德，此后一直设在那里。691年，麦西亚教区更名为利奇菲尔德教区。公元787年至799年间，该教区一度設立大主教，但于803年取消。现任主教迈克尔·伊普格雷夫是教区成立以来的第99任主教。
9世纪末，随着维京人和他们的异教徒大军的入侵，大部分王國领土被并入丹人區。在其鼎盛时期，丹麦區範圍涵蓋伦敦、东盎格利亞地区和英格兰北部的大部分地区。
末代麦西亚国王切奧伍爾夫二世於879年去世，王国失去了政治独立。由威賽克斯國王阿尔弗雷德大帝治下的一位長老统治。阿尔弗雷德大帝自称为「盎格鲁撒克逊之王」。麥西亞王国在10世纪中叶與1016年曾再次短暫取得自治權。然而，此时它被视为英格兰王国内的一个省，而不是一个独立的王国。
麥西亞在今日仍被當作地理名詞使用，该名称常被用於军事单位、商业團體、官方或民間机构。

## 歷史

### 早期历史
麦西亚王國在盎格鲁-撒克逊时代的早期歷史比诺森比亚、肯特與威塞克斯更加模糊。麦西亚王國比其他王国更晚建立有系統的政治结构與接納基督教。考古调查显示，盎格魯人在6世纪前便定居於泰晤士河以北。「麥西亞」这个名字在古英语中是「邊境民」的意思，传统上的解释是这个王国起源于本地威尔士人和盎格鲁撒克逊入侵者之间的边界。也有一說是他们起源於诺森比亚和特伦特河谷居民之间的边界。
這個边界的具體發源位置無法得知，但普遍认为，在《部族藏書》中称之为「第一批麦西亚人」的领土，涵蓋了德比郡南部、莱斯特郡、诺丁汉郡、北安普敦郡、斯塔福德郡和沃里克郡北部等大部分地区。
傳說中的第一位麥西亞國王是伊切尔，據說他是位於日德蘭半島的日耳曼古國昂格尔恩半岛末代國王，他帶領盎格魯撒克遜遺民來到英格蘭定居，建立麥西亞王國。在歷史紀錄中最早被記載為麥西亞國王的人則是伊切尔的曾孙克里奥达。约在584年即位后，他在塔姆沃思建造了一座堡垒，成为麦西亚国王的都城。593年，他的儿子皮巴繼位。606年，克里奥达的亲戚凱爾繼承皮巴。615年凱爾将他的女儿克溫貝嘉（Cwenburga）嫁给了德伊勒国王埃德溫，凱爾曾在埃德溫還是流浪王子時庇护过他。
麥西亞王室是盎格魯撒克遜七王國中唯一已知與大遷徙前的日耳曼君王有血緣的家族。

### 彭達国王與麥西亞霸權

約600年，麦西亚王國和其他主要的盎格鲁-撒克逊王国。

下一任麥西亞国王彭達约於626年或633年至655年間在位。关于彭達的資料主要來自其諾森布里亞的敵人比德。根據比德所言，彭達雖然是異教徒，但他讓林迪斯法恩的基督教传教士自由进入麦西亚，并没有限制他们传教。633年，彭达和他的盟友格温内德的卡德瓦隆击败并杀死了埃德温，埃德温不仅成为剛统一的诺森比亚的统治者，並成为南部诸国的布列特瓦尔达（即不列顛統治者）。另一位諾森布里亞國王奥斯瓦尔德崛起并自稱取代南方霸主，然而他也在642年的马瑟菲尔德战役中败于彭达及其盟友之手。655年，在經歷诺森比亚一段混亂的时间后，彭达带着30个臣屬國王在溫韋德戰役中与新崛起的诺森布里亚国王奥斯威战斗，彭达在这场战役中战败身亡。
这场战斗导致麦西亚王國的權威一時崩溃。彭達的儿子皮達於653年在雷普頓皈依基督教，接替他的父亲成为麦西亚国王；奧斯威立皮達為臣屬國王。然而在656年春天，皮達被谋杀，奥斯威直接控制整个麦西亚王國。658年的麦西亚人起义推翻了诺森比亚的统治，彭达的另一个儿子伍尔夫尔崛起，重新使麦西亚成為独立王国（不過伍尔夫尔仍持續向诺森比亚进贡一段时间）直到他在675年去世。伍尔夫尔最初成功地恢复麥西亞王國的權威，但在他的统治末期又遭到諾森布里亞的重挫。679年，下一任国王埃塞尔雷德在特伦特河战役中击败了诺森比亞，一劳永逸地解决兩國對前林赛王国的統治爭議。埃塞尔雷德由伍尔夫尔的儿子琴雷德繼承。这两位国王都以熱衷於基督教而闻名，但在709年继承他们的国王切奧爾雷德據圣博尼法斯的一封信中指稱是位放荡青年，最終死于精神病。彭达的嫡系血脈統治就此終結。

8世紀時麥西亞霸權的擴張

麦西亚王國的下一位重要国王埃塞爾博爾德於716年至757年在位。在他统治的最初几年里，他遭逢兩位強大的国王：肯特的威特雷德和威塞克斯的伊尼。不過威特雷德在725年去世，伊尼於726年退位前往罗马成為修士。埃爾塞博爾德藉機建立麥西亞霸權，使亨伯河以南的盎格鲁撒克逊人臣服。752年，威塞克斯的卡斯雷德領兵擊敗埃爾塞博爾德，但他又在757年恢复对威塞克斯的霸权。

### 奥法国王的统治與威塞克斯的崛起

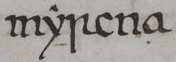
在《盎格鲁-撒克逊编年史》中提到的麥西亞王國

埃爾塞博爾德在757年遭到他的一名護衛暗殺導致内战爆发，先王皮巴的後裔奥法終結內戰成為新王，於757年至796年在位。他成功恢復麥西亞對盎格魯撒克遜人的霸權，成为麦西亚王國史上最著名的國王。他不仅靠戰爭贏得英格兰南部，且积极管理王国事务、建立集镇、並發行英格蘭史上第一個主要貨幣。他在英格兰教会的管理中扮演要角（於787年至799年贊助一位短命的利奇菲尔德大主教），甚至与查理曼进行對等谈判。奧法建造的奥法堤，成為未來多年威尔士與麦西亚的边界。
奥法竭力确保他的儿子埃格弗里思继位，但在奥法於796年7月去世後，埃格弗里思仅存活五个月。王国在796年12月傳位給奧法的遠親肯沃夫。821年，肯沃夫的弟弟切奧爾伍爾夫继承了麦西亚王位，他摧毀格温内德的根威堡垒以展示他的军事实力。威塞克斯的埃格伯特（802年到839年間在位）在此間崛起，並在825年於埃倫頓戰役擊敗推翻切奧爾伍爾夫的麥西亞國王伯恩伍爾夫。
埃倫頓戰役重創麥西亞王國。伯恩伍爾夫在壓制東盎格利亞的叛亂時被殺害。由他部下的一名長老盧德卡繼承王位（826年至827年在位），卻和伯恩伍夫遭遇同樣的下場。另一位長老威格拉夫随后统治不到两年，遭威塞克斯的埃格伯特逐出麥西亞。830年，威格拉夫重新使麦西亚王國独立，但此时威塞克斯已成为英格兰的霸權。840年布里特伍爾夫繼承威格拉夫。

### 丹人入侵

10世纪初的五座堡壘城鎮（Burh）和盎格魯撒克遜麦西亚。

852年伯格雷德即位，并與威塞克斯的埃塞伍爾夫一同征服北威尔士。868年丹人侵略者占领了诺丁汉。874年，丹人将伯格雷德逐出麥西亞王国，擁立切奧爾伍爾夫二世為王。877年，丹人占领了麦西亚东部，將其劃歸丹人區的一部分。切奧伍爾夫二世成為麥西亞的末代國王，一直到879年僅統治麥西亞王國領土的西半部。大约从883年直到他去世911年間，由埃塞雷德统治受威塞克斯支配的麥西亞西部。約於879年，切奧伍爾夫消失後，所有在麥西亞生產的硬币都以威塞克斯国王的名义鑄造。埃塞雷德約在870年6月12日娶了阿爾弗雷德大帝的女兒埃塞尔弗莱德，她在埃塞雷德晚年生病時替他主掌朝政。
911年埃塞雷德逝世，埃塞尔弗莱德以「麦西亚夫人」之名统治麥西亞，但阿尔弗雷德的繼承人長者愛德華自稱盎格鲁撒克逊人的国王，掌控伦敦和牛津這兩個阿爾弗雷德交給埃塞尔弗莱德的地區。埃塞尔弗莱德和她的弟弟延續阿爾弗雷德的政策，為重要城鎮建造堡壘城鎮（Burh），并在917到918間成功收復麥西亞與東盎格利亞的丹人區。

### 失去独立
埃塞尔弗莱德于於918年去世，她與埃塞雷德的女兒埃爾夫溫继位為「麦西亚第二夫人」，但在位僅六个月就遭爱德华剥夺所有权力，被迫前往威塞克斯。
麥西亞王國與麥西亞人之名在埃塞爾斯坦及其繼承人統治的期間仍被記載在編年史中。埃塞尔斯坦本人在麦西亚长大，并在他成为威塞克斯国王之前先成為麥西亞國王。在温彻斯特甚至有人認為埃塞爾斯坦是外來人而试图使他失明。975年，埃塞爾斯坦的孫子埃德加王被稱為「西撒克逊人的朋友和麦西亚人的守護者」。
955年至959年，埃德加成为麦西亚国王使其短暫成為獨立王國。在1016年，當英格蘭王國被克努特大帝和剛勇者愛德蒙瓜分時，麥西亞與威塞克斯被短暫恢復獨立。
麥西亞最后一次被史書提及是在1017年的紀錄中，当时克努特大帝將麥西亞政府交給當地長老埃德里克·斯特雷奧納。後来的利奧弗里克伯爵、埃弗加伯爵和埃德溫伯爵所统治的领土大致與麥西亞王國對應，但史書中並未以麥西亞領主之名稱呼。麥西亞人作为一个民族最後一次被提及是在1049年的编年史中。

## 方言
麥西亞方言在8世纪和13世纪之间廣泛被使用。J·R·R·托爾金是众多研究與推广麥西亞方言的学者之一，他将麥西亞方言引入他的傳說故事集，主要與洛汗國有關。麥西亞方言是托爾金創造洛汗語的基础，并且洛汗國的歷任國王有許多都和麥西亞王室成員同名。

## 宗教

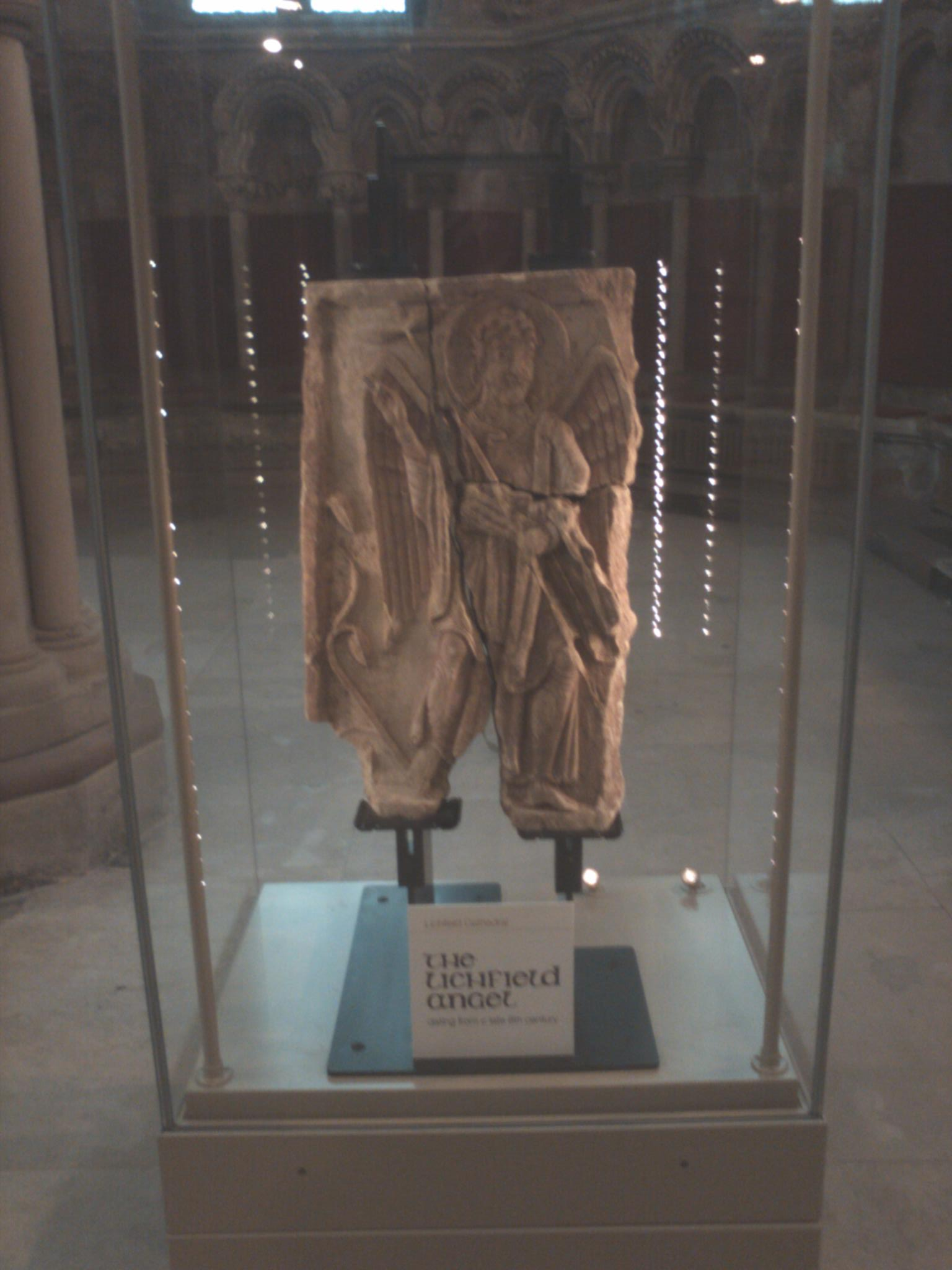
利奇菲爾德天使雕刻

麦西亚的第一任国王是异教徒，他们抵抗基督教傳播的时间比盎格鲁撒克逊七国的其他王国更长。
麥西亞统治者在656年的皮達统治前仍然坚持信仰异教，不過他們仍與基督教威尔士统治者结盟以抵抗诺桑比亚。不過彭達在628年的赛伦塞斯特战役將原屬威塞克斯王國的赫威賽王國併入麦西亚王國後，基督教已經算是進入了麥西亞王國。
麦西亚王國在7世紀下半皈依基督教，在彭达戰死時，麦西亚王國基本上已被基督教国家包围。奥斯威任命一位愛爾蘭僧侶迪馬为第一任麥西亞主教。奥斯威支持皮达成為東盎格利亞的附庸国王時，要求皮達与奥斯威的女儿阿尔奇弗莱德结婚并改信基督教，此時基督教才在麦西亚王國站稳脚跟。
麥西亞王國第五位主教乍德為王國完全基督教化帶來決定性發展。伍尔夫国王授予他土地，讓他在利奇菲尔德建造一座修道院。有证据表明《利奇菲爾德福音》是在730年左右於利奇菲尔德完成。与其他盎格鲁-撒克逊王国一样，麦西亚国王建立的许多小修道院，使政治、军事和教会領袖透過血缘關係來維持王國统一。

## 地區與民族

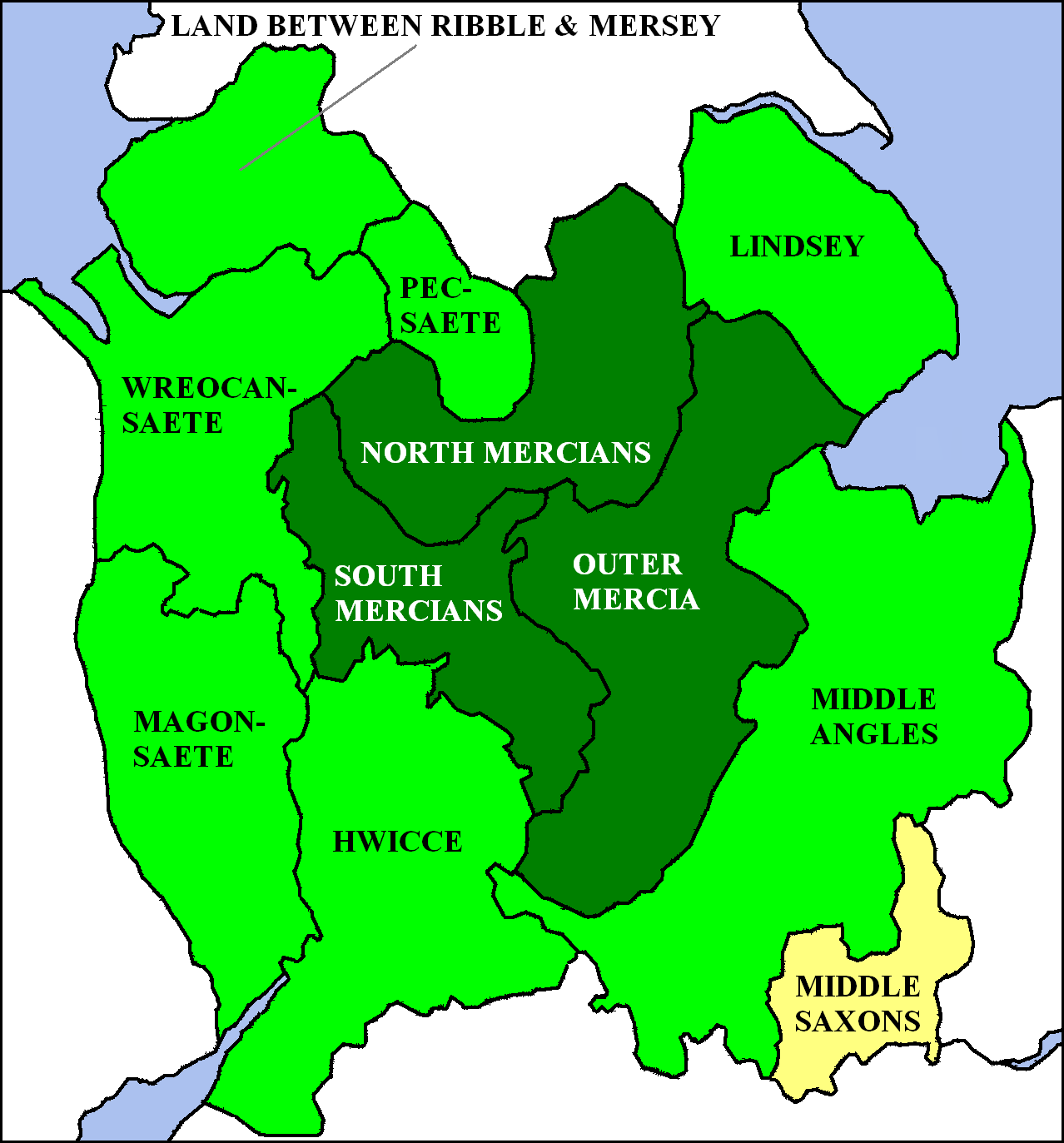
麥西亞王國內的區域劃分

麥西亞王國的修道院

透過《部族藏書》（可能著於7世纪晚期），我們可以稍微認識麥西亞王國的內部結構。這本書利用海德（Hide，一種土地丈量單位，用以計算麥西亞部落及附庸王國應負擔的的軍役和稅收）大致估計了麥西亞王國的領土規模（但非具體範圍）。本書存在許多手稿版本，有些版本在14世紀才出現。書中列出许多民族，例如現今已不存在，僅遺留在地名中的赫威賽人。麥西亞王國的主要地區如下：
- 南麥西亞人

居住在特伦特河以南的麦西亚人，其疆域大约是今日的南南斯塔福德郡與北沃里克郡。當地民族包括居住在譚沃思周邊的譚姆河谷人以及潘克里治周邊的潘克河谷人。
- 北麥西亞人

居住在特伦特河以北的麥西亞人，其疆域大約是今日東斯塔福德郡，德比郡與諾丁漢郡。
- 外麥西亞人

麥西亞王國早期（可能是6世紀）對外擴張的區域。其疆域大約是今日的林肯郡南、萊斯特郡、拉特蘭郡、北安普敦郡與北牛津郡。
- 林赛王国

曾经是独立王国，在7世纪與諾森布里亞王國互相爭奪，最後被麥西亞王國統治。其疆域大約是今日的北林肯郡。
- 中盎格魯人

麥西亞王國從七世紀起開始統治的許多小民族集合體。其疆域大約是今日的劍橋郡、貝德福德郡、赫特福德郡、白金漢郡、南牛津郡。內部民族包含斯伯丁周邊的斯伯德人（Spaldingas）、斯坦福附近的比爾明人（Bilmingas）和威德靈人（Wideringas）、彼得伯勒附近的南、北吉爾瓦人（Gyrwas）、伊利附近的東、西威科斯納人（Wixna）與東、西威爾勒人（Wille）、貝德福德附近的斯威奧多拉人（Sweordora）、胡爾斯汀人（Hurstingas）與吉夫勒人（Gifle）、希欽周邊的希克塞人、奇爾特恩丘陵的希爾特恩人、以及泰晤附近的費平人（Feppingas）。
- 赫威塞人

曾经是独立王国，在7世紀與威塞克斯王國爭奪統治權，最後歸入麥西亞王國。範圍大約是今日的格洛斯特郡、伍斯特郡與南沃里克郡。內部民族包括沃里克附近的斯托平人與德羅伊特威奇的亞羅人（Arosæte）。
- 麥肯塞特人

居住於威尔士边境的民族，或称韦斯特纳人（Westerna），自7世纪以來就受到麥西亞王國的統治。其疆域大約是今日的赫里福德郡與南什羅普郡。內部民族包括赫里福德附近的泰莫人（Temersæte）與拉德洛附近的哈爾人（Hahlsæte）。
- 羅森人（英语：Wreocensæte）

7世纪起受到麥西亞王國統治的威尔士边境人民。其疆域大約是今日的北什羅普郡、弗林特郡與柴郡。內部小民族包括羅克斯特附近的瑞伍人（Rhiwsæte）與切斯特附近的梅爾人（Meresæte）
- 佩克人（英语：Pecsaetan）

位在峰区的一個與世隔絕的民族，從7世纪受到麥西亞王國統治。其疆域大約等於今天的北德比郡。
- 里布林河與梅西河間之地（蘭開夏）

約從7世纪起受麥西亞王國統治的未明確劃分地區，其疆域大約為今日的默西塞德郡與大曼徹斯特郡。
- 中撒克遜人

8世纪時从埃塞克斯王國奪取，包括伦敦。其疆域大約為今日的大倫敦郡、赫特福德郡與薩里郡。
麥西亞王國在10世纪初被威塞克斯王國併吞後，威塞克斯國王按照其國內的制度將麥西亞各地區重新劃分為郡。這些郡直到1974年間幾乎都完整保留下來，到今天很多郡仍維持其原始邊界。